# Медресе Гаукушан
Медресе Гаукушан (Гаукушон) (узб. Govkushon madrasasi) — здание медресе архитектурного ансамбля Ходжа-Гаукушан в историческом центре Бухары (Узбекистан), воздвигнутое в 1562—1565 годах при узбекском правителе Абдулла-хане II на средства представителя духовенства джуйбарского шейха — Ходжи Саъада, известного под прозвищем «Ходжа Калон», что отразилось в названии комплекса. Расположено к западу от купола менял Токи-Саррафон за зданиями российской архитектуры конца XIX — начала XX веков.
Название Гаукушан («убивающий быков»), связано с тем, что на этом месте до XVI века находилась бойня. Немного позже, после постройки медресе, вокруг него были возведены вторая джума-мечеть Бухары, известная как «Мечеть Ходжа», хауз и невысокий минарет, в подражание минарету Каляну. Намного позже рядом были построены караван-сараи.
Планировка медресе традиционна, оно состоит из залов, бывших учебной аудиторией и мечетью, внутреннего двора, обнесённых по кругу одноэтажными худжрами. Двухайванное медресе получило трапециевидный план, что было обусловлено формой застраиваемого участка. При одно-этажности всего здания для придания ему большей монументальности главный фасад был устроен двухэтажным. Этот приём затем использовался в поздних медресе Бухары, Хивы и других областей Мавераннахра.
Как часть «Исторического центра города Бухара» в 1993 году был включён в список объектов всемирного наследия ЮНЕСКО; является объектом культурного наследия Узбекистана. Это также, объект туристического сервиса и показа, где расположена мастерская мастеров-чеканщиков (В 1974 году помещение медресе постановлением Бухарского облисполкома было официально закреплено на основе безвременной аренды за чеканщиками и другими мастерами города).